# Mystacozetes ornatus
Mystacozetes ornatus är en kvalsterart som beskrevs av Balogh 1962. Mystacozetes ornatus ingår i släktet Mystacozetes och familjen Microzetidae. Inga underarter finns listade i Catalogue of Life.